# Caspar van der Borcht
Caspar van der Borcht (* vor 1550; † April 1610
in Kassel) war ein aus den Niederlanden stammender Maler. Er stand spätestens ab 1576 als Hofmaler im Dienst der Landgrafen von Hessen-Kassel. Zusammen mit unter anderem dem Maler Jost vom Hoff und dem Bildhauer Wilhelm Vernuken war er Teil des Kreises niederländischer Künstler unter Landgraf Wilhelm IV. von Hessen-Kassel. Neben Gemälden sind auch Dekorationsmalereien von ihm überliefert. Sein wohl größtes Projekt war die Mitwirkung an der Ausstattung des Güldenen Saals im Kasseler Schloss. Die Mehrzahl seiner Werke ist heute verloren oder unerkannt.

## Leben
Über die Herkunft und Jugend des Malers ist wenig bekannt. Eine Geburt in ’s-Hertogenbosch nach 1540 wird vermutet. Seine Ausbildung könnte er in Antwerpen erhalten haben, wo 1554 ein Malerlehrling Jasper van der Borcht und 1572 unter dem gleichen Namen ein Meister nachweisbar sind. Nach seiner Ankunft in Kassel 1576 dauerte es bis 1592, Bürger der Stadt zu werden. Christoph von Rommel berichtet von einem jährlichen Verdienst als Hofmaler von 50 Gulden, 120 Ellen Tuch sowie zahlreichen Naturalien. Seine Ehefrau, mit der er mindestens sechs Kinder hatte, wurde am 27. April 1592 in der Kasseler Altstadt beerdigt. Unklar bleibt, ob eine Bestätigung als Hofmaler im Jahr 1593 eine Erneuerung des Privilegs durch den inzwischen nachgefolgten Landgrafen Moritz darstellte oder ob es sich um einen gleichnamigen Sohn und Nachfolger des Künstlers handelte. Wohnsitz der Familie von der Borch war im Jahr 1605 das Haus Wildemannsgasse 32 und 1610 zusätzlich das unweit gelegene Haus Thomasstraße 4.

## Güldener Saal
Der größte Festsaal des Kasseler Schlosses wurde in den frühen 1580er Jahren mit einer Bildnissammlung ausgestattet. Als Vorbild diente unter anderem die Sammeltätigkeit von Erzherzog Ferdinand II. von Tirol auf Schloss Ambras. Wilhelm IV. ließ seine Hofmaler Hoff und van der Borcht für den sogenannten güldenen Saal etwa 130 Porträts europäischer Herrscher des 16. Jahrhunderts zusammentragen und malen. Die Bilder hatten ein Format von etwa 100 × 80 Zentimetern. Die Sammlung vergrößerte sich bis zum Beginn des 18. Jahrhunderts auf knapp 200 Bilder. Diese von 1582 bis 1584 ausgeführte Herrschergalerie war eine der umfangreichsten ihrer Zeit. Um Vorlagen kopieren zu lassen, schickte der Landgraf seine Maler auch an befreundete Höfe, unter anderem Caspar van der Borcht zu Herzog Erich II. von Braunschweig-Lüneburg, für den Borcht im Gegenzug wiederum Aufträge ausführte. Trotz der hohen Anzahl der verlangten Werke für den Saal und der relativ kurzen Ausführungszeit hatte Wilhelm IV. genaue Vorstellungen. Zu Pfingsten 1582 schrieb er:

„Henricus 2. ist ihm wider geliffert, dan das Conterfet ein wenig zu schwartz; zu Stephan, König von Ungarn: ist ettwas bleich; zu Erzherzog Ferdinand: ist ein wenig zu rott; zu Fürst Ludwig von Condé: widergelieffert dan es nit wol troffen; zum Pfalzgrafen Johann Casimir: ist der bartt zu röttlicht; zu Herzog Moritz von Sachsen: mußen beiden augen ettwas weißer gemahlt werden; zu Herzog Ulrich von Württemberg: ist der bart zu dick, die augen zu groß und zu blaw, und die farben zu liecht; zu Herzog Christoph von Württemberg: ist uf der rechten seiten und fast allenthalben zu rot, wie auch der mundt ein wenig zu rott; zu Herzog Erich von Braunschweig: ist der mundt zu rott und die augen zu blaw.“

Der Saal und die darin befindlichen Gemälde gingen 1811 bei dem Brand des Schlosses unter.
Teile einer Serie kleinerer Kopien oder Vorlagen von 120 Exemplaren haben sich bis heute erhalten. Von 100 dieser Gemälde wird angenommen, dass sie ebenfalls aus den Werkstätten von Jost vom Hoff und Caspar van der Borcht stammen.

## Dekorationsmalereien
Für das Jahr 1585 ist nachweisbar, dass er an der Ausgestaltung des Schlosses Wilhelmsburg im damals hessischen Schmalkalden beteiligt war. Belegt ist die Gestaltung der heute noch erhaltenen Decke im Speisesaal. Verloren hingegen waren die bereits 1582 ausgeführten Arbeiten im Rotenburger Schloss und nicht näher erforscht die bis 1583 im Welfenschloss Münden ausgeführten Arbeiten.